# Without You (песня Van Halen)
«Without You» — сорок девятый в общем и первый с альбома Van Halen III сингл хард-рок группы Van Halen, выпущенный 19 февраля 1998 года на лейбле Warner Bros.

## О сингле
Это был первый из трех синглов с альбома, а также первый с участием Гари Чероуна на вокале. Песня дебютировала на первом месте в чарте Billboard Hot Mainstream Rock Tracks, став второй в истории журнала (после «Stick It Out» Rush в 1993 году). На сегодняшний день это последний сингл группы, достигший пиковой позиции.
Музыкальное видео обошлось более чем в 1 000 000 долларов. Кадры группы для музыкального клипа были сняты в Лос-Анджелесе, штат Калифорния, 28-29 января 1998 года. Остальные кадры были сняты в шведском ледовом отеле вместе с моделью Мораг Диксон. Премьера клипа состоялась на канале MTV 2 марта 1998 года.

## Список композиций
CD Германия, Канада
| №  | Название                         | Длительность |
| -- | -------------------------------- | ------------ |
| 1. | «Without You» (edit)             | 4:57         |
| 2. | «Without You» (альбомная версия) | 6:28         |

CD Япония, Австралия
| №  | Название                         | Длительность |
| -- | -------------------------------- | ------------ |
| 1. | «Without You» (edit)             | 4:57         |
| 2. | «Without You» (альбомная версия) | 6:28         |
| 3. | «Ballot or the Bullet»           | 5:37         |

## Участники записи
- Гари Чероун — вокал
- Эдди Ван Хален — электрогитара, бэк-вокал
- Майкл Энтони — бас-гитара, бэк-вокал
- Алекс Ван Хален — ударные